# Яніс Круміньш
Яніс Круміньш (30 січня 1930, Райкумс — 20 листопада 1994, Рига) — радянський латвійський баскетболіст, який грав на позиції центрового. Завдяки своєму зростові (близько 220 см) був першим гігантським центровим, який домінував під європейськими кошиками впродовж багатьох років. У складі збірної СРСР Круміньш виграв 3 золоті медалі чемпіонатів Європи 1959, 1961 і 1963 років, а також 3 срібні медалі олімпійських баскетбольних турнірів 1956, 1960 і 1964 років.

## Перші роки
Яніс Круміньш народився 30 січня 1930 року в селі Райскумс (Цесіський район, Латвія). Його батько був великим і сильним чоловіком, який помер коли Яніс був іще хлопчиком. У 13 років Круміньш вимушений був почати працювати, як збирач деревної смоли. Дуже скоро став ефективним працівником, почасти завдяки тому, що його зріст (2 м у 14 років) дозволяв йому досягати вище за інших. Він любив свою роботу і пізніше вагався чи ставати професійним гравцем, кажучи, що завжди може зазнати травми і навіть втратити роботу як баскетболіст, але не як збирач смоли. Як добре складений гігант Круміньш привертав увагу багатьох тренерів, що намагалися залучити його до боротьби, боксу та легкої атлетики. Знаменитий Радянський тренер з легкої атлетики Віктор Алексєєв навіть взяв його на місяць у легкоатлетичний тренувальний табір. Всі спроби провалилися через відсутність інтересу від Круміньша
1953 року його знайшов тренер Олександр Гомельський і привів у баскетбольний клуб АСК (Рига). Гомельський щосили намагався зробити АСК провідним латвійським клубом і йому потрібен був сильний центровий. Хоча Круміньш раніше ніколи не грав у баскетбол, Гомельський інтуїтивно відчував його потенціал і витрачав 2 години особистого часу на навчання Круміньша перед тренуванням команди. Гомельський вважав його єдиним своїм учнем за всю кар'єру — всі інші гравці були добре розвинені ще перед приходом до нього. Круміньш мав хорошу координацію і надзвичайну силу, але був повільним. Його висота була винятковою для того часу і згідно з різними вимірюваннями становила від 218 до 223 см; зміна була переважно за рахунок природного  скорочення його тіла протягом дня і протягом усієї кар'єри. За ваги 140 кг його описували як добре складеного і «сухого». Він був не дуже здібним учнем, але надзвичайно наполегливим у виконані всіх вправ, які поставив тренер. Його сильною стороною, за словами Гомельського, була душевна рівновага і надійність. З іншого боку, він був дуже сором'язливим як для лідера. Бачачи 220-сантиметрового гіганта більшість захисників не соромилися тиснути на нього, штовхнути або вдарити його. Круміньш терпів усі знущання, а коли одного разу його запитали, чому він не пручається, то відповів, що боявся як би кого випадково не вбити. Пізніше, коли Круміньш став зіркою, його скромність принесла ще одну проблему — його миттєво пізнавали на вулицях і натовп жартував і торкався його, через що він відчував себе незатишно. Перестав користуватися громадським транспортом і замість цього сів за кермо автомобіля.
Ще однією буденною проблемою був зріст, який перешкоджав пошуку одягу і взуття. На щастя, Круміньша помітив маршал Ованес Баграмян. Баграмян, який сам був великим чоловіком, допомагав високорослим спортсменам і після зустрічі з Круміньшем наказав побудувати триметрове ліжко, а також робити замовний одяг і взуття для нього.

## Успіх
Всі зусилля окупилися. Круміньш швидко став добрим центровим і лідером АСК. Клуб став чемпіоном СРСР 1955 року і Круміньша включили до складу збірної СРСР. Він був основним центровим команди на Олімпійських іграх 1956, допомігши команді вийти у фінал. Грав за збірну протягом приблизно 10 років, вигравши золото Євробаскета  в 1959, 1961 і 1963 роках і срібні нагороди Олімпійських ігор у 1956, 1960 і 1964 роках.; а на клубному рівні виграв Євролігу в 1958, 1959 і 1960 і чемпіонат СРСР 1955, 1956, 1957 і 1958. Круміньш залишався спокійним гравцем усі ці роки, все ще шкодуючи маленьких супротивників. Однак, ставав емоційним і активним у ключових іграх та боровся на повну міць проти гравців свого зросту. Мав рідкісний кидок зі штрафної лінії — з двох рук від поясу, а не звичайний кидок зверху, і попри це закидав у середньому 90 %. Російське опитування 2006 року поставило його на 3-тє місце за популярністю серед радянських баскетболістів за весь час, після Арвідаса Сабоніса і Володимира Ткаченка.

## Особисте життя
Круминьш був сором'язливим з людьми, включаючи жінок. Він познайомився зі своєю дружиною Інесою випадково. 1960 року як скульптору їй наказали зробити його погруддя з нагоди 20-річчя Латвійської РСР. Вони мали двох синів і доньку. Після відходу з баскетболу, Круміньш закрився в своїй сім'ї і став відомим ливарем, займаючись відливанням художніх картин з металу за ескізами дружини.